# Resolutie 379 Veiligheidsraad Verenigde Naties
Resolutie 379 van de Veiligheidsraad van de Verenigde Naties werd op 2 november 1975 bij consensus aangenomen.

## Achtergrond
Begin jaren 1970 ontstond een conflict tussen Spanje, Marokko,
Mauritanië en de Westelijke Sahara zelf over de Westelijke Sahara dat tot dan
in Spaanse handen was. Met resolutie 377
vroeg de Veiligheidsraad een consultatieronde tussen de betrokken partijen en de
Secretaris-Generaal van de Verenigde Naties.

## Inhoud
De Veiligheidsraad:
- Heeft het rapport van de Secretaris-Generaal gevraagd in resolutie 377 overwogen.
- Heeft ook de brief van Spanje aan de voorzitter van de Raad overwogen.
- Herbevestigt resolutie 377.
- Merkt op dat de situatie in het gebied ernstig blijft.
- Waardeert de inspanningen van de Secretaris-Generaal om resolutie 377 uit te voeren.
- Herbevestigt resolutie 1514 (XV) en andere van de Algemene Vergadering.
- Merkt op dat de kwestie behandeld wordt door de dertiende sessie van de Algemene Vergadering.

1. Dringt er bij de betrokkenen op aan geen eenzijdige acties te ondernemen die de spanningen kunnen doen escaleren.
2. Vraagt de Secretaris-Generaal zijn consultaties voort te zetten en er zo snel mogelijk te rapporteren.

## Verwante resoluties
- Resolutie 377 Veiligheidsraad Verenigde Naties
- Resolutie 380 Veiligheidsraad Verenigde Naties
- Resolutie 621 Veiligheidsraad Verenigde Naties (1988)

Lijst ·  367 ·  368 ·  369 ·  370 ·  371 ·  372 ·  373 ·  374 ·  375 ·  376 ·  377 ·  378 ·  379 ·  380 ·  381 ·  382 ·  383 ·  384